# Mahamoud Mroivili
Mahamoud Mroivili, né le 6 février 1991 à Mitsamiouli, est un footballeur international comorien évoluant au poste de gardien de but.

## Biographie

### Carrière en club
Mahamoud Mroivili commence le football sous les couleurs du Coin Nord de Mitsamiouli. Après six saisons sous les couleurs du Coin Nord, en 2013, il rejoint le Volcan Club de Moroni.

### Carrière internationale
Mahamoud Mroivili est convoqué pour la première fois par le sélectionneur national Mohamed Abderrahmane Chamité lors d'un match de la Coupe COSAFA 2008 en juillet 2008. 
Il compte 11 sélections et 0 but avec l'équipe des Comores de 2008 à 2014.
Il est sélectionné en équipe des Comores de beach soccer pour affronter le Mozambique les 26 mars et 9 avril 2021 dans le cadre des qualifications pour la Coupe d'Afrique des nations de beach soccer 2021.

## Palmarès
- Avec le Coin Nord de Mitsamiouli :
  - Champion des Comores en 2007 et 2011
  - Champion de la Grande Comore en 2007, 2008 et 2011
  - Vainqueur de la Coupe des Comores en 2011

- Avec le Volcan Club de Moroni :
  - Vainqueur de la Coupe des Comores en 2014